# Still Not Black Enough
Still Not Black Enough é o sexto álbum de estúdio da banda de heavy metal W.A.S.P., lançado em junho de 1995.

## Faixas
- Todas as canções escrita por Blackie Lawless, exceto "Somebody to Love" (Darby Slick), "Tie Your Mother Down" (Brian May) e "Whole Lotta Rosie" (Angus Young, Malcolm Young, Bon Scott)

| N.º | Título                   | Duração |  |
| 1.  | "Still Not Black Enough" | 4:02    |  |
| 2.  | "Somebody to Love"       | 2:50    |  |
| 3.  | "Black Forever"          | 3:17    |  |
| 4.  | "Scared To Death"        | 5:02    |  |
| 5.  | "Goodbye America"        | 4:46    |  |
| 6.  | "Keep Holding On"        | 4:04    |  |
| 7.  | "Rock And Roll To Death" | 3:44    |  |
| 8.  | "Breathe"                | 3:44    |  |
| 9.  | "I Can't"                | 3:07    |  |
| 10. | "No Way Out of Here"     | 3:39    |  |

### Faixas bônus do disco de 1996
| N.º | Título                 | Duração |  |
| 11. | "One Tribe"            | 4:59    |  |
| 12. | "Tie Your Mother Down" | 3:39    |  |
| 13. | "Whole Lotta Rosie"    | 3:59    |  |

## Formação
- Blackie Lawless - vocais, guitarra base, violão, teclados, baixo, sitar
- Bob Kulick - guitarra solo
- Mark Joesphson - violino
- Frankie Banali -bateria
- Stet Howland - percussão
- Tracey Whitney - vocal de apoio
- K.C. Calloway - vocal de apoio